# Cuenca del río Pascua
La cuenca del río Pascua es el espacio natural comprendido por la cuenca hidrográfica del río Pascua. Tiene un área de 14.760 km² compartidos de los cuales 7592 km² están en Chile y 8050 km² en Argentina.
A partir de la década de los años 1970 se ha ampliado el concepto de cuenca hasta entender, ya en los primeros años del siglo XXI, una cuenca hidrográfica en lo que respecta a su definición espacial y funcional, como la unidad geopolítica y socioeconómica más apropiada y racional para el desarrollo integrado de los recursos de tierras y aguas asociados a la vegetación y en conjunto con los usuarios de nivel local y regional.: 17 
En Chile la cuenca lleva el número 117 en el inventario nacional de cuencas, en Argentina es la número 80.

Cuenca hidrográfica del río Pascua.

## Límites

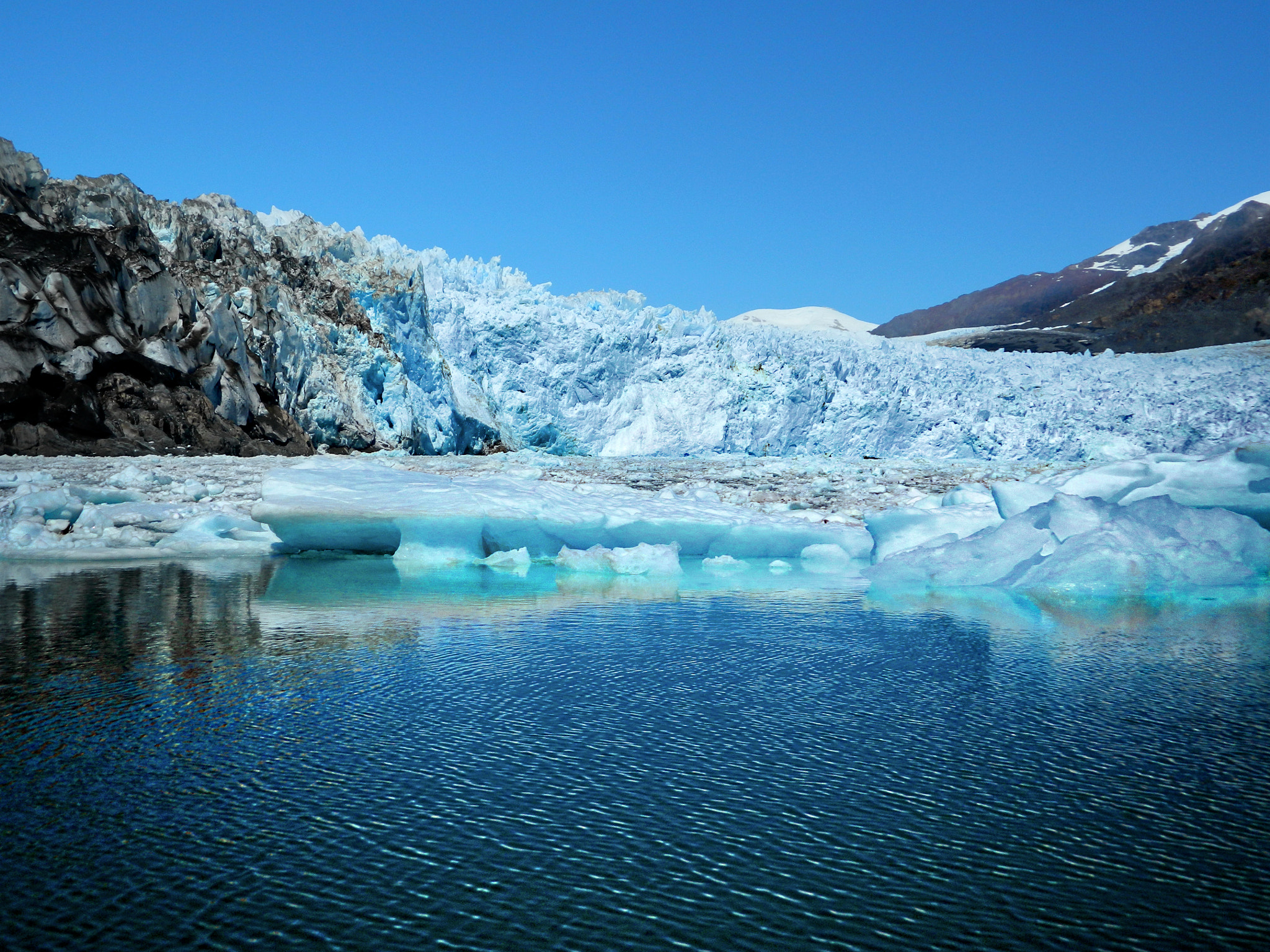
Glaciar Jorge Montt, en el extremo norte del campo de hielo patagónico sur.

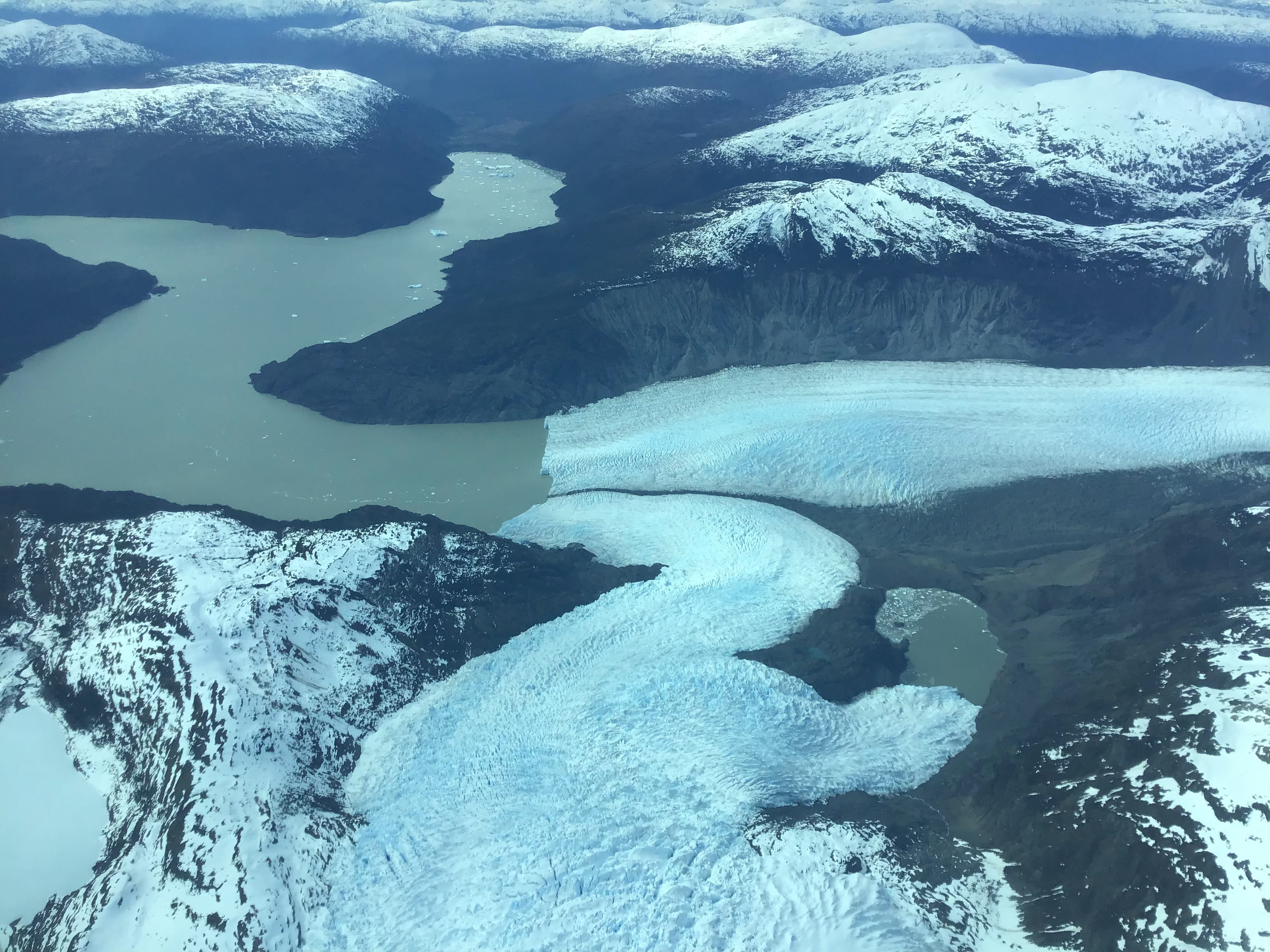
Lago Bergues.

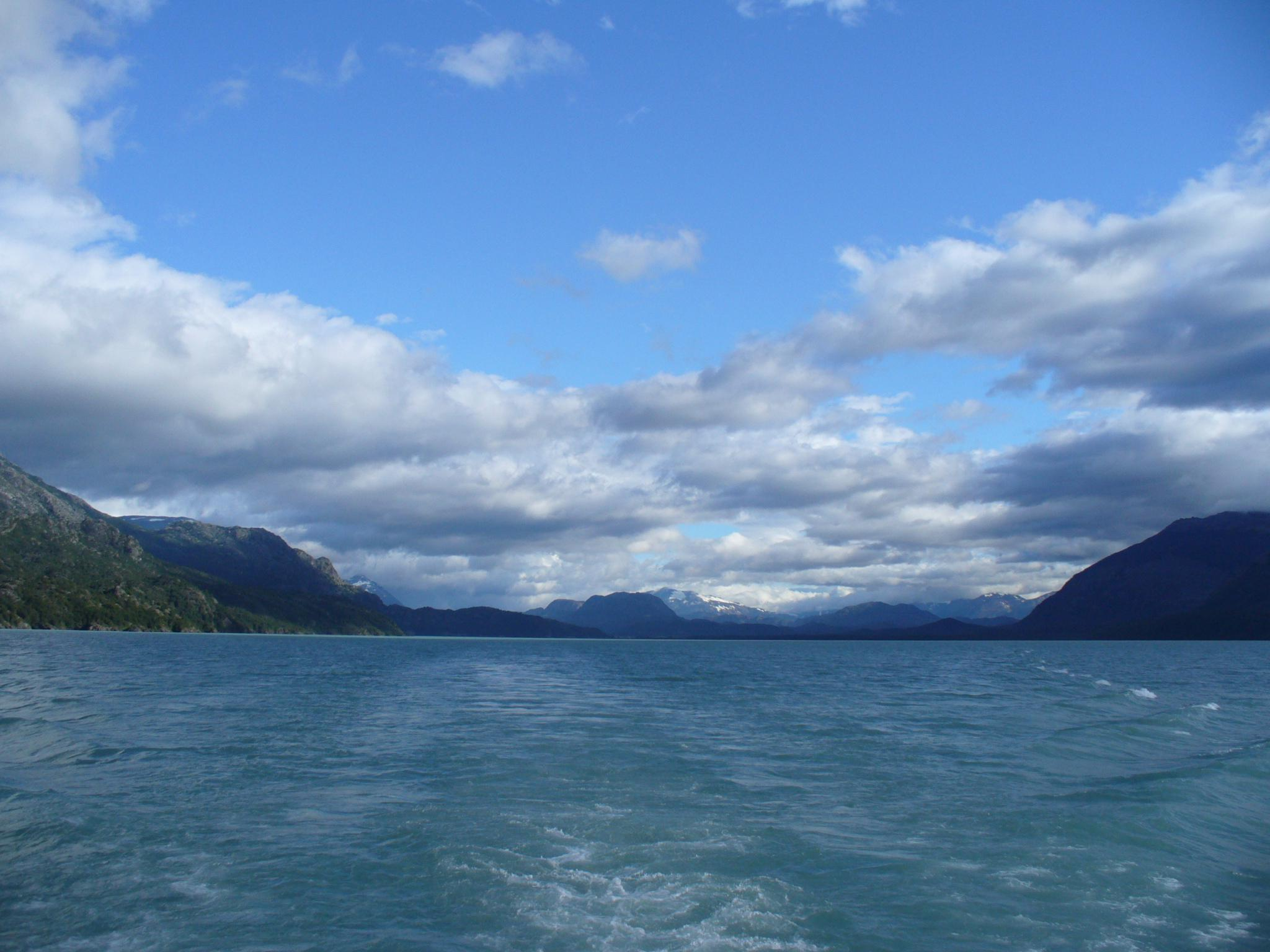
Lago O'Higgins.

Limita al norte con la cuenca del río Bravo (Mitchell) y con tributarios del lago Cochrane de la cuenca del río Baker, al este, ya en Argentina, con la cuenca endorreica del lago Cardiel y con los formativos del extremo norte del río Santa Cruz, al sur con la subcuenca del lago Viedma, también del río Santa Cruz. Al sur y al oeste con el campo de hielo patagónico sur más algunas cuencas menores del ítem 116 del inventario de cuencas de Chile. (El 116 incluye al río Bravo pero también otras cuencas independientes).: 579 
Sus extremos alcanzan las coordenadas geográficas 47°35'S, 49°22′S, 71°37′W y 72°02'W: 579 
Las cuencas de los ríos Pascua, Baker y Bravo (Mitchell) son las únicas grandes cuencas que desembocan entre los campos de hielo patagónico norte y sur permitiendo el ingreso a la Patagonia sin atravesar los campos de hielos eternos. La conexión entre sus desembocaduras y el océano Pacífico son el canal Baker o paralelamente la secuencia canal Martínez (Aysén)-canal González (Aysén).

## Población y Regiones
La parte chilena de la cuenca está ubicada dentro de los límites político-administrativos de Región de Aysén. En el lado argentino, la cuenca es parte de la Provincia de Chubut.
La parte chilena se distribuye en dos provincias y tres comunas.
| Provincia        | Comuna    | Área (hectáreas) | Porcentaje del área de la cuenca |
| ---------------- | --------- | ---------------- | -------------------------------- |
| Última Esperanza | Natales   | 20.378           | 2,69%                            |
| Capitán Prat     | O'Higgins | 608.162          | 80,13%                           |
| Capitán Prat     | Tortel    | 111.544          | 14,70%                           |

Villa O'Higgins, en Chile, es el poblado más importante de la cuenca. Por el lado argentino existen solo estancias de ganadería, que es el principal sustento económico de toda la región.

## Subdivisiones
La Dirección General de Aguas subdivide o reúne las cuencas de Chile acorde a las necesidades de estudio y gestión. Existen dos inventarios que han logrado ser aceptados como principales, el del BNA (Banco Nacional de Aguas) de 1978 y el de la DARH (Departamento de Administración de Recursos Hídricos) de 2014. Bajo el BNA el código del íetm es 117 y con el DARH es 1107.
La subdivisión del BNA es como sigue:
| cuenca                          | Sub- cuenca | Subsub- cuenca | Aguas                                                                         | Área drenaje km² | Observaciones                 |
| ------------------------------- | ----------- | -------------- | ----------------------------------------------------------------------------- | ---------------- | ----------------------------- |
| Categoría:Cuenca del río Pascua |             |                |                                                                               |                  |                               |
| 117                             | 1170        | 11700          | Río Ventisquero en junta Río Mayer                                            | 273              |                               |
| 117                             | 1170        | 11701          | Río Mayer entre frontera y Lago O'Higgins                                     | 1098             | Continua en el lado argentino |
| 117                             | 1170        | 11702          | Costeras Brazo Nor Oriente                                                    | 398              |                               |
| 117                             | 1170        | 11703          | Costeras Orientales Lago O'Higgins Entre Desagüe y Laguna Escondida           | 443              |                               |
| 117                             | 1170        | 11704          | Costeras Orientales Lago O'Higgins Entre Laguna Escondida y Brazo Nor-Oriente | 223              |                               |
| 117                             | 1170        | 11705          | Costeras sur entre frontera y Lago Chico                                      | 1101             |                               |
| 117                             | 1170        | 11706          | Costeras Occidentales Entre Lago Chico y Río Turbio (Ventisquero O'Higgins)   | 1151             |                               |
| 117                             | 1170        | 11707          | Costeras brazo poniente                                                       | 881              |                               |
| 117                             | 1170        | 11708          | Costeras Occidentales Lago O'Higgins Entre y Desagüe (Ventisquero Oriental)   | 673              |                               |
| 117                             | 1171        | 11710          | Río Pascua entre desagüe y bajo Río G. Quiroz                                 | 144              |                               |
| 117                             | 1171        | 11711          | Río Pascua Entre Río G. Quiroz y Río Quetru                                   | 173              |                               |
| 117                             | 1171        | 11712          | Río Pascua entre arriba Río Quetru y Río Borquez                              | 301              |                               |
| 117                             | 1171        | 11713          | Río Borquez                                                                   | 683              |                               |
| 117                             | 1171        | 11714          | Río Pascua entre Río Borquez y desembocadura                                  | 50               |                               |
| total:                          | 2           | 14             | Región: XI - XII ((96 - 4)%) / Tipo: Exorreica / Desemb.: O. Pacífico         | 7592             |                               |

El inventario DARH utiliza la siguiente partición:
| Código      | Nombre                                                                     | Código en mapa    | Tipología de cuenca | Vertiente de cuenca | Origen de cuenca  | Temperatura media anual (C°) | Temperatura máxima (C°) | Temperatura mínima (C°) | Precipitación anual (mm) | Número de estaciones fluviométricas | Número de estaciones pluviométricas | Área (km²)        |
| ----------- | -------------------------------------------------------------------------- | ----------------- | ------------------- | ------------------- | ----------------- | ---------------------------- | ----------------------- | ----------------------- | ------------------------ | ----------------------------------- | ----------------------------------- | ----------------- |
| 1107        | Cuenca Río Pascua                                                          | Cuenca Río Pascua | Cuenca Río Pascua   | Cuenca Río Pascua   | Cuenca Río Pascua | Cuenca Río Pascua            | Cuenca Río Pascua       | Cuenca Río Pascua       | Cuenca Río Pascua        | Cuenca Río Pascua                   | Cuenca Río Pascua                   | Cuenca Río Pascua |
| 11070001    | Costeras brazo poniente Lago O’Higgins                                     | 217               | Exorreica           | Pacífico            | Pluvial           | 3.7                          | 13.3                    | -4.3                    | 1057.7                   | 0                                   | 0                                   | 850.4             |
| 11070002    | Costeras Occidentales entre Lago Chico y Río Turbio                        | 218               | Exorreica           | Pacífico            | Pluvial           | 2.8                          | 12.2                    | -5.0                    | 1234.2                   | 0                                   | 1                                   | 1060.5            |
| 11070003    | Costeras Orientales Lago O’Higgins entre Desagüe y Laguna Escondida        | 219               | Exorreica           | Pacífico            | Pluvial           | 4.8                          | 14.7                    | -3.4                    | 806.3                    | 0                                   | 0                                   | 448.4             |
| 11070003    | Costeras sur entre Frontera y Lago Chico                                   | 220               | Exorreica           | Pacífico            | Pluvial           | 3.4                          | 13.1                    | -4.7                    | 1047.9                   | 0                                   | 1                                   | 829.8             |
| 11070004    | Brazo Nororiente Lago O’Higgins                                            | 221               | Exorreica           | Pacífico            | Pluvial           | 4.6                          | 14.9                    | -4.1                    | 650.8                    | 0                                   | 1                                   | 823.1             |
| 1107000400  | Lagos Colorado, Vargas El Salto                                            | 222               | Exorreica           | Pacífico            | Pluvial           | 6.0                          | 16.1                    | -2.5                    | 684.3                    | 0                                   | 0                                   | 431.7             |
| 11070004000 | Río Pérez hasta junta Río Meyer                                            | 223               | Exorreica           | Pacífico            | Pluvial           | 4.6                          | 14.9                    | -4.3                    | 557.4                    | 0                                   | 1                                   | 269.6             |
| 1107000401  | Río Ventisquero hasta junta Río Ventisquero                                | 224               | Exorreica           | Pacífico            | Pluvial           | 5.1                          | 15.5                    | -3.7                    | 559.0                    | 1                                   | 1                                   | 620.7             |
| 11070005    | Costeras Orientales Lago O’Higgins entre Laguna Escondida y Brazo Noroeste | 225               | Exorreica           | Pacífico            | Pluvial           | 6.0                          | 16.2                    | -2.4                    | 718.5                    | 0                                   | 0                                   | 222.7             |
| 11070005    | Costeras Orientales Lago O’Higgins entre Laguna Escondida y Brazo Noroeste | 225               | Exorreica           | Pacífico            | Pluvial           | 6.0                          | 16.2                    | -2.4                    | 718.5                    | 0                                   | 0                                   | 222.7             |
| 11070005    | Costeras Orientales Lago O’Higgins entre Laguna Escondida y Brazo Noroeste | 225               | Exorreica           | Pacífico            | Pluvial           | 6.0                          | 16.2                    | -2.4                    | 718.5                    | 0                                   | 0                                   | 222.7             |
| 11070100    | Río Pascua entre arriba Río Quetru y Río Borquez                           | 227               | Exorreica           | Pacífico            | Pluvial           | 6.6                          | 15.8                    | -1.0                    | 1210.3                   | 0                                   | 0                                   | 327.5             |
| 1107010000  | Río Pascua entre Río General Quiroz y Río Quetru                           | 228               | Exorreica           | Pacífico            | Pluvial           | 6.1                          | 15.6                    | -1.7                    | 1028.2                   | 1                                   | 1                                   | 188.1             |
| 11070100000 | Río Pascua entre desagüe y bajo Río General Quiroz                         | 229               | Exorreica           | Pacífico            | Pluvial           | 4.8                          | 14.2                    | -3.0                    | 1105.4                   | 0                                   | 0                                   | 183.7             |
| 1107010001  | Río Borquez                                                                | 230               | Exorreica           | Pacífico            | Pluvial           | 4.7                          | 13.8                    | -2.8                    | 1341.5                   | 0                                   | 0                                   | 421.9             |
| 110703      | Cuenca Compartida                                                          | 0                 | Exorreica           | Pacífico            | PluvioNival       | 4.2                          | 14.6                    | -4.9                    | 445.7                    | 0                                   | 0                                   | 3279.9            |
| 110704      | Cuenca Compartida                                                          | 0                 | Exorreica           | Pacífico            | PluvioNival       | 6.2                          | 16.5                    | -2.3                    | 715.0                    | 0                                   | 0                                   | 3578.0            |

## Hidrografía

Diagrama unifilar de la cuenca.

La cuenca es alimentada también por los deshielos de la parte noreste del campo de hielo patagónico sur.

### Red hidrográfica
Los cuerpos de agua considerados en esta categoría son:

### Glaciares
El inventario público de glaciares de Chile 2022 consigna un total de 1178 glaciares en la cuenca, de los cuales 1168 no tienen nombre. El área total cubierta es de 1763 km² y se estima el volumen de agua almacenada en los glaciares en 291,6 km³. La parte norte del Campo de Hielo Sur limita con la cuenca del río Pascua.

## Clima

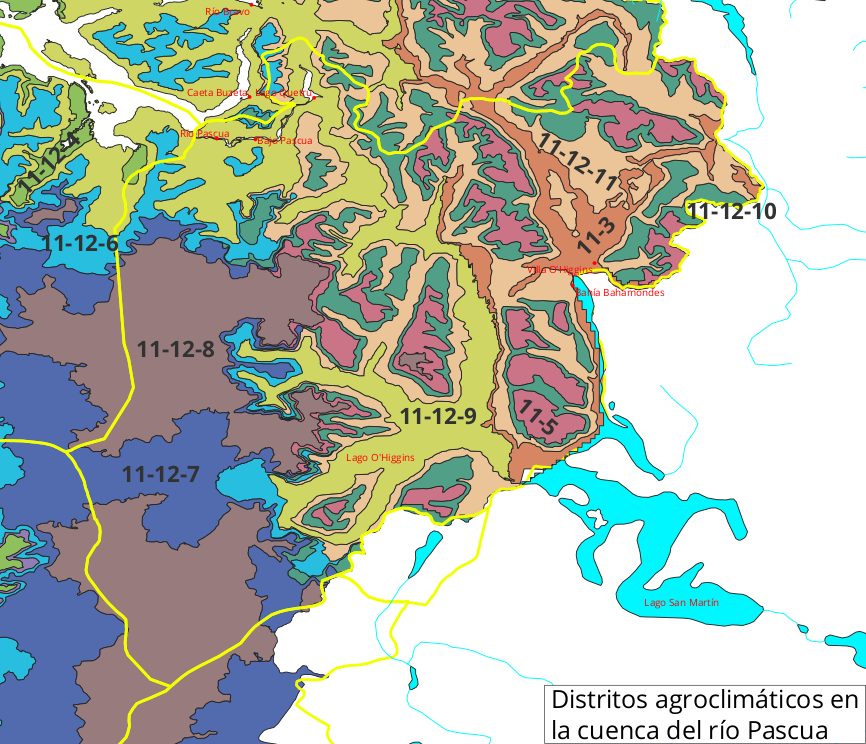
Distritos agroclimáticos en la cuenca. En amarillo los límites de las cuencas.

El Atlas agroclimático de Chile distingue 8 distritos agroclimáticos en la parte chilena de la cuenca:
- 11-12-6  Tundra (ET). La temperatura oscila entre un máximo de enero de 13,6 °C y un mínimo de julio de -2,9 °C. Tiene un promedio de 0 días consecutivos libres de heladas. En el año se registra un promedio de 211 heladas. El periodo de temperaturas favorables a la actividad vegetativa dura 0 meses. Registra anualmente 104 días grado y 1.800 horas de frío acumuladas hasta el 31 de julio. La precipitación media anual es de 1.854 mm y un periodo seco de 0 meses, con un déficit hídrico de 7 mm/año. El período húmedo dura 11 meses durante los cuales se produce un excedente hídrico de 1.047 mm.
- 11-12-7  Tundra (ET). La temperatura oscila entre un máximo de enero de 9,9 °C y un mínimo de julio de -4,7 °C. Tiene un promedio de 0 días consecutivos libres de heladas. En el año se registra un promedio de 283 heladas. El periodo de temperaturas favorables a la actividad vegetativa dura 0 meses. Registra anualmente 25 días grado y 1.800 horas de frio acumuladas hasta el 31 de julio. La precipitación media anual es de 1.950 mm y un periodo seco de 0 meses, con un déficit hídrico de 0 mm/año. El período húmedo dura 12 meses durante los cuales se produce un excedente hídrico de 1.186 mm.
- 11-12-8  Polar (EH). La temperatura oscila entre un máximo de enero de 4,6 °C y un mínimo de julio de -7,3 °C. Tiene un promedio de 0 días consecutivos libres de heladas. En el año se registra un promedio de 355 heladas. El periodo de temperaturas favorables a la actividad vegetativa dura 0 meses. Registra anualmente 0 días grado y 1.800 horas de frío acumuladas hasta el 31 de julio. La precipitación media anual es de 1.806 mm y un periodo seco de 0 meses, con un déficit hídrico de 0 mm/año. El período húmedo dura 12 meses durante los cuales se produce un excedente hídrico de 1.132 mm.
- 11-12-9  Templado frío con régimen de humedad húmedo (Cfcf). La temperatura oscila entre un máximo de enero de 17,9 °C y un mínimo de julio de -2,7 °C. Tiene un promedio de 90 días consecutivos libres de heladas. En el año se registra un promedio de 150 heladas. El periodo de temperaturas favorables a la actividad vegetativa dura 3 meses. Registra anualmente 332 días grado y 1.849 horas de frío acumuladas hasta el 31 de julio. La precipitación media anual es de 1.484 mm y un periodo seco de 0 meses, con un déficit hídrico de 124 mm/año. El período húmedo dura 8 meses durante los cuales se produce un excedente hídrico de 644 mm.
- 11-12-10  Tundra (ET). La temperatura oscila entre un máximo de enero de 12,9 °C y un mínimo de julio de -5,8 °C. Tiene un promedio de 0 días consecutivos libres de heladas. En el año se registra un promedio de 259 heladas. El periodo de temperaturas favorables a la actividad vegetativa dura 0 meses. Registra anualmente 78 días grado y 1.800 horas de frío acumuladas hasta el 31 de julio. La precipitación media anual es de 810 mm y un periodo seco de 4 meses, con un déficit hídrico de 311 mm/año. El período húmedo dura 6 meses durante los cuales se produce un excedente hídrico de 194 mm.
- 11-12-11  Templado frío con régimen de humedad sub húmedo húmedo (CscShh).. La temperatura oscila entre un máximo de enero de 16,3 °C y un mínimo de julio de -4,3 °C. Tiene un promedio de 0 días consecutivos libres de heladas. En el año se registra un promedio de 203 heladas. El periodo de temperaturas favorables a la actividad vegetativa dura 1 mes. Registra anualmente 208 días grado y 1.800 horas de frío acumuladas hasta el 31 de julio. La precipitación media anual es de 812 mm y un periodo seco de 3 meses, con un déficit hídrico de 375 mm/año. El período húmedo dura 5 meses durante los cuales se produce un excedente hídrico de 177 mm.
- 11-3  Templado frío con régimen de humedad sub húmedo húmedo (CscShh). La temperatura oscila entre un máximo de enero de 19 °C y un mínimo de julio de -3,6 °C. Tiene un promedio de 96 días consecutivos libres de heladas. En el año se registra un promedio de 161 heladas. El periodo de temperaturas favorables a la actividad vegetativa dura 3 meses. Registra anualmente 395 días grado y 1.834 horas de frío acumuladas hasta el 31 de julio. La precipitación media anual es de 798 mm y un periodo seco de 4 meses, con un déficit hídrico de 426 mm/año. El período húmedo dura 5 meses durante los cuales se produce un excedente hídrico de 172 mm.
- 11-5  Tundra (ET). La temperatura oscila entre un máximo de enero de 9,4 °C y un mínimo de julio de -8,2 °C. Tiene un promedio de 0 días consecutivos libres de heladas. En el año se registra un promedio de 310 heladas. El periodo de temperaturas favorables a la actividad vegetativa dura 0 meses. Registra anualmente 19 días grado y 1.800 horas de frío acumuladas hasta el 31 de julio. La precipitación media anual es de 682 mm y un periodo seco de 4 meses, con un déficit hídrico de 331 mm/año. El período húmedo dura 5 meses durante los cuales se produce un excedente hídrico de 140 mm.

Diagrama Walter Lieth para Villa O'Higgins.

Los diagramas Walter Lieth muestran con un área azul los periodos en que las precipitaciones sobrepasan la cantidad de agua que el calor del sol evapora en el mismo lapso de tiempo (un promedio de 10 °C mensuales evaporan 20 mm de agua caída) dejando un clima húmedo. Por el contrario, las zonas amarillas indican que durante ese tiempo el agua caída puede ser evaporada por el calor del sol. El área gris señala meses muy húmedos.

## Áreas bajo protección oficial y conservación de la biodiversidad
El sitio web del Ministerio del Medio Ambiente de Chile consigna dos áreas bajo protección oficial:
- Parque nacional Bernardo O'Higgins
- Area Marina Costera Protegida Tortel (Tortel)

## Historia
- Litigio del campo de hielo patagónico sur